# Sequestro e cárcere privado
Sequestro e cárcere privado é o nome de um crime contra a liberdade individual previsto no Código Penal brasileiro de 1940, em seu artigo 148. O tipo penal tem como objetivo coibir condutas permanentes que atentam contra a liberdade individual, protegendo a integridade física e psicológica das pessoas. 
Embora a lei não faça diferenças, existem propostas de definição para sequestro e cárcere privado, a maioria no sentido de menor intensidade para o sequestro e maior privação ao cárcere privado. 

## Aspectos legais
O artigo 148 do Código Penal é sucinto em definir o crime como "privar alguém de sua liberdade", disciplinando apenas que o modo de execução deve ser o de sequestro ou cárcere privado. A pena para o crime é de reclusão, de 1 (um) a 3 (três) anos. 
O próprio artigo 148 prevê qualificadoras, em que a pena será aumentada para o patamar de 2 (dois) a 5 (cinco): se a vítima é ascendente, descendente ou cônjuge ou companheiro do agente; se o crime é cometido contra pessoa com mais de 60 anos; se o crime é praticado mediante internação da vítima em casa de saúde ou hospital; se a privação da liberdade dura mais de 15 dias; se o crime é praticado contra menor de 18 (dezoito) anos; se o crime é praticado com fins libidinosos. E se resulta à vítima, em razão de maus-tratos ou da natureza da detenção, grave sofrimento físico ou moral a pena será de 2 (dois) a 8 (oito) anos.
O crime é considerado crime hediondo apenas para uma de suas modalidades, quando a vítima tiver menos de 18 anos. Isto implica na impossibilidade de concessão de benefícios penais de anistia, graça, indulto e fiança judicial. Além disso, a progressão de regime para condenados por esses delitos só é possível após o cumprimento de determinado percentual da pena, de acordo com a legislação vigente. 

### Relação com extorsão mediante sequestro
Previsto no artigo 159 do Código Penal, a extorsão mediante sequestro é um crime contra o patrimônio que utiliza do sequestro como modo de execução para a obtenção de preço de resgaste. É um crime hediondo em todas as modalidades, tendo como pena em sua modalidade simples a reclusão de 8 (oito) a 15 (quinze) anos.
Conceitualmente, existem algumas distinções relevantes do ponto de vista criminal entre sequestro e cárcere privado com a extorsão mediante sequestro: 
- Objetivo da conduta: na extorsão mediante sequestro, em razão da  envolve o ato de privar alguém de sua liberdade com o propósito específico de obter resgate, exigir vantagem ou praticar outro crime. Há uma finalidade econômica ou criminosa clara por trás do ato de privação da liberdade. Já no sequestro simples, existe a restrição da liberdade de alguém, sem necessariamente ter um propósito econômico associado. Pode ocorrer por diversos motivos, como vingança, sadismo, satisfação de instintos violentos, ou mesmo para facilitar a prática de outros crimes.
- Tempo de restrição da liberdade: não é necessário um tempo mínimo para a caracterização de nenhum dos crimes. No entanto, na extorsão mediante sequestro, há uma qualificadora quando o sequestro ultrapassa 24 (vinte e quatro) horas. No sequestro simples, a qualificadora surge após 15 (quinze) dias.
- Natureza da violência: na extorsão mediante sequestro, é comum que haja o envolvimento de violência ou grave ameaça como meio para privar alguém de sua liberdade. No sequestro simples, ainda que possa haver uso de violência ou grave ameaça, os casos costumam apresentar menor periculosidade e agressão à incolumidade da vítima.
- Aspecto econômico: na extorsão mediante sequestro, há necessariamente a busca por resgate ou vantagem econômica. No caso do sequestro simples, motivos diversos podem ser os motivos, inclusive fins libidinosos.

Essas diferenças ajudam a compreender as nuances entre os dois crimes, destacando as diversas situações em que a liberdade individual pode ser ameaçada e os propósitos distintos que podem motivar essas condutas ilícitas. 

### Relação com outros crimes
- Redução a condição análoga à de escravo: também conhecido como "crime de plágio", trata-se de um crime em que o agente submete a vítima ao estado de servidão, seja por lhe submeter a trabalhos forçados, seja por restringir sua liberdade por meio de dívidas.
- Tráfico de pessoas: trata-se de um crime em que não há, necessariamente, um sequestro. Para ser caracterizado como crime no Brasil, depende de uma de suas finalidades (tráfico de órgãos, servidão, adoção ilegal ou prostituição forçada).
- Roubo com restrição de liberdade: o roubo com refém é uma espécie de roubo majorado em que a vítima é sequestrada - no caso, mantida sob o poder do roubador - para que o agente consiga subtrair coisa alheia móvel.
- Extorsão com restrição de liberdade: também conhecido como "sequestro-relâmpago", é uma espécie de extorsão qualificada, em que o autor restringe a liberdade da pessoa sequestrada para que obtenha a vantagem econômica.
- Locaute: a paralisação das atividades profissionais por iniciativa do patrão, com objetivo de frustrar reivindicações de seus empregados, não é um crime em si. No entanto, será crime contra a liberdade profissional se envolver violência ou grave ameaça.

## Casos notáveis no Brasil
Inicialmente, é preciso fazer uma ressalva: vários dos casos de sequestro no Brasil não foram tipificados como sequestro simples, mas como extorsão mediante sequestro. Portanto, casos como do sequestro de Ives Ota, de Abilio Diniz e de Washington Olivetto devem ser desconsiderados.
Com grande comoção nacional, um dos maiores casos de sequestro no País foi do bebê Pedrinho, sequestrado em 21 de janeiro de 1986, quando foi sequestrado com poucas horas de vida. Ele somente foi reencontrar sua mãe biológica aos 16 anos de idade, e sua sequestradora foi condenada em 2003, a 15 anos de prisão.
Outro caso famoso foi a suposta tentativa de sequestro de Xuxa. No entanto, em razão da frustração do crime e o consequente falecimento dos perpetradores, o caso foi arquivado.

No Rio Grande do Sul, Brasil, o caso mais duradouro de sequestro e cárcere privado registrado é o de Josiane Pontes, que durou 69 horas em 2010.